# Universidad Villanueva
La Universidad Villanueva es una universidad privada, de Fomento de Centros de Enseñanza, creada en 1977 y ubicada en Madrid (España).

## Historia
El 9 de diciembre de 1977, se funda la Escuela Universitaria del Profesorado "Fomento de Centros de Enseñanza", dirigida por Tomás Alvira, y en 1997 el Centro de Enseñanza Superior Villanueva, ambos como centros adscritos a la Universidad Complutense de Madrid. Los dos centros adscritos se integran para crear la Universidad Internacional Villanueva, reconocida como universidad privada por Ley 5/2019, de 20 de marzo (Boletín Oficial de la Comunidad de Madrid de 28 de marzo y Boletín Oficial del Estado de 5 de julio), autorizándose el inicio de actividades de la universidad en el curso académico 2020-2021 por decreto 55/2020, de 8 de julio, del Consejo de Gobierno, publicado en el Boletín Oficial de la Comunidad de Madrid Núm. 166 con fecha 10 de julio de 2020.

## Centros docentes
La universidad tiene cuatro facultades:
- Facultad de Educación
- Facultad de Ciencias de la Información
- Facultad de Ciencias Sociales y Jurídicas
- Facultad de Ciencias de la Salud

## Campus
Su campus está formado por cinco edificios. Tres en la calle de la Costa Brava del barrio de Mirasierra, en el distrito Fuencarral-El Pardo de Madrid, otro en calle de Zurbano en Chamberí y el otro en Avenida de Juan XXIII en Pozuelo de Alarcón:
- Edificio A. Calle de la Costa Brava, 2, Madrid
- Edificio B. Calle de la Costa Brava, 6, Madrid (Edificio Principal)
- Edificio C. Calle de la Costa Brava, 6 Bis, Madrid
- Edificio D. Avenida de Juan XXIII, 7 Bis, Pozuelo de Alarcón (Sede Enfermería y Fisioterapia)
- Edificio E. Calle de Zurbano, 73, Madrid (Sede Posgrado)